# 大福補天宮
24°48′10″N 121°48′58″E / 24.802822°N 121.816154°E
大福補天宮，簡稱補天宮，是位於臺灣宜蘭縣壯圍鄉大福村的女媧娘娘廟，得名於女媧補天。

## 沿革
道光八年（1828年）五月，村童在海邊撿到一尊神像，底部刻有「浙江女媧娘娘」六字，經過眾議奉祀於今大福村14鄰126號附近的草寮內，不久香火鼎盛，村人決定在村中心建造木質廟宇奉祀。咸豐元年（1851年），頭城康曜及大福村陳東立捐獻現有廟地，由士紳陳歪、陳賽及陳東立等籌建，同年五月初九落成入廟。該年廟宇改為朝東。
廟宇在1922年遭颱風摧毀，保正陳海及陳振坤、陳竹山、戴陳金旺等人籌募修建。1964年，補天宮受歐伯颱風損害，由村長陳條欉、鄉民代表黃阿水及陳順水等籌建新廟，於1965年增建鐘鼓樓與兩廂、牌樓。1990年再增建後殿，分6年始建造完成。
2002年6月2日，廟方作為香客餐旅、住宿，推展文化、教育和急難救助之用的文化大樓開工，籌款新台幣一億六千萬元興建。

## 直航
1987年間，海峽兩岸開始交流後，補天宮副主委陳益春、祭典組長陳傳成等人曾組團前往探尋祖廟，得知在浙江娘娘山的祖廟在文化大革命遭毀。
1990年4月7日，補天宮主委、縣議員陳榮宗和大福村長陳傳成率十五名信徒，分搭三信廿一號和三信十六號漁船出海，組團前往福建、浙江餘杭縣進香。他們在福建取得天公爐一個、九龍椅一張、大鼓一個、以及媽祖四尊、開漳聖王神像四尊、國聖爺二尊、仙女八尊、福德正神五尊，其餘一百廿五尊神像是女媧娘娘。他們也受福建莆田賢良港天后祖祠之託，帶回「螺港尋源」匾額，以贈送新港奉天宮。隨後，他們轉往餘杭祖廟進香後，於同月14日上午8點半返回頭城鎮梗枋漁港。
在警備總部梗枋漁港安檢所製作筆錄時，領隊陳榮宗對官方表示其於該月7日出海捕魚，在彭佳嶼附近碰到大風浪，為求安全只好到湄洲避風，但他們並未上岸；至於船上的神像和神器，係中國大陸方面託他們帶回補天宮的。由於其餘十六人的供詞也相當一致，官方遂拍照後放行，信徒則湧往碼頭持香迎駕，有六十輛左右的迎駕車隊在碼頭等候，分載神像繞境頭城鎮、礁溪鄉、宜蘭市等地祈安，最後回到補天宮，下午2時40分在該年新落成的後殿舉行安座大典。
當時鹿港天后宮、新港奉天宮、補天宮等廟宇私自直航後，面對官方訊問的說法都是躲避風浪，《民生報》在同年4月20日批評警方與鄉民都裝不知情，呼籲政府提出適當的應對措施，不該任由這種理由持續下去。
補天宮陸續前往中國大陸多次，得知浙江女媧娘娘的祖廟是在陝西華清池附近的娘娘山，但廟基規模不若大福補天宮，因此尋根計畫才作罷。

## 祭祀
該廟認定農曆五月初九為女媧娘娘聖誕。道光年間撿到的女媧神像被稱為「大娘」。後殿鎮殿的女媧主神像高達四台尺六寸，是1990年4月從福建帶回的訂製神像。
製傘業會在農曆過年來此祭祀。農曆正月廿日則舉行天穿日的活動。

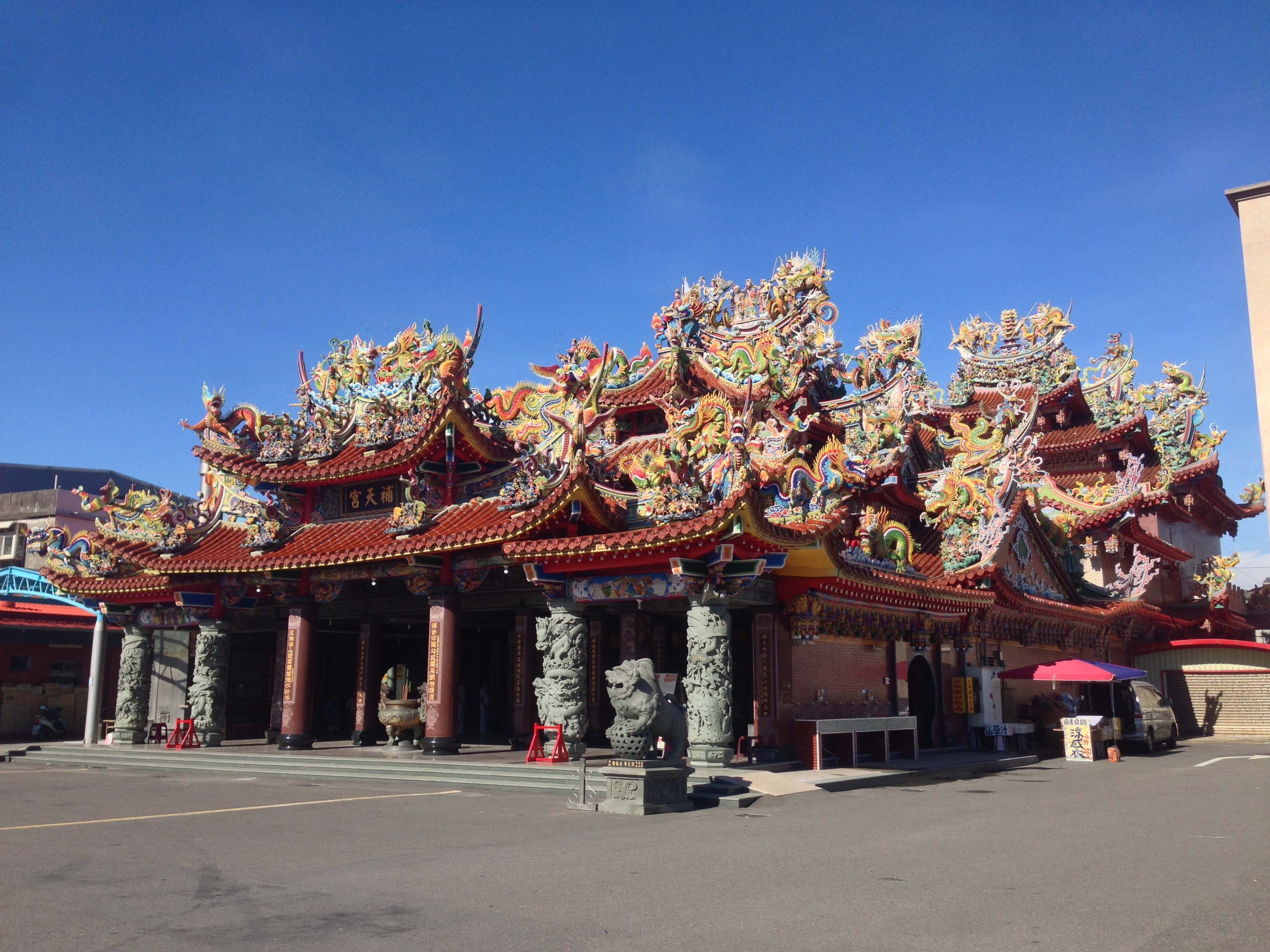
廟身
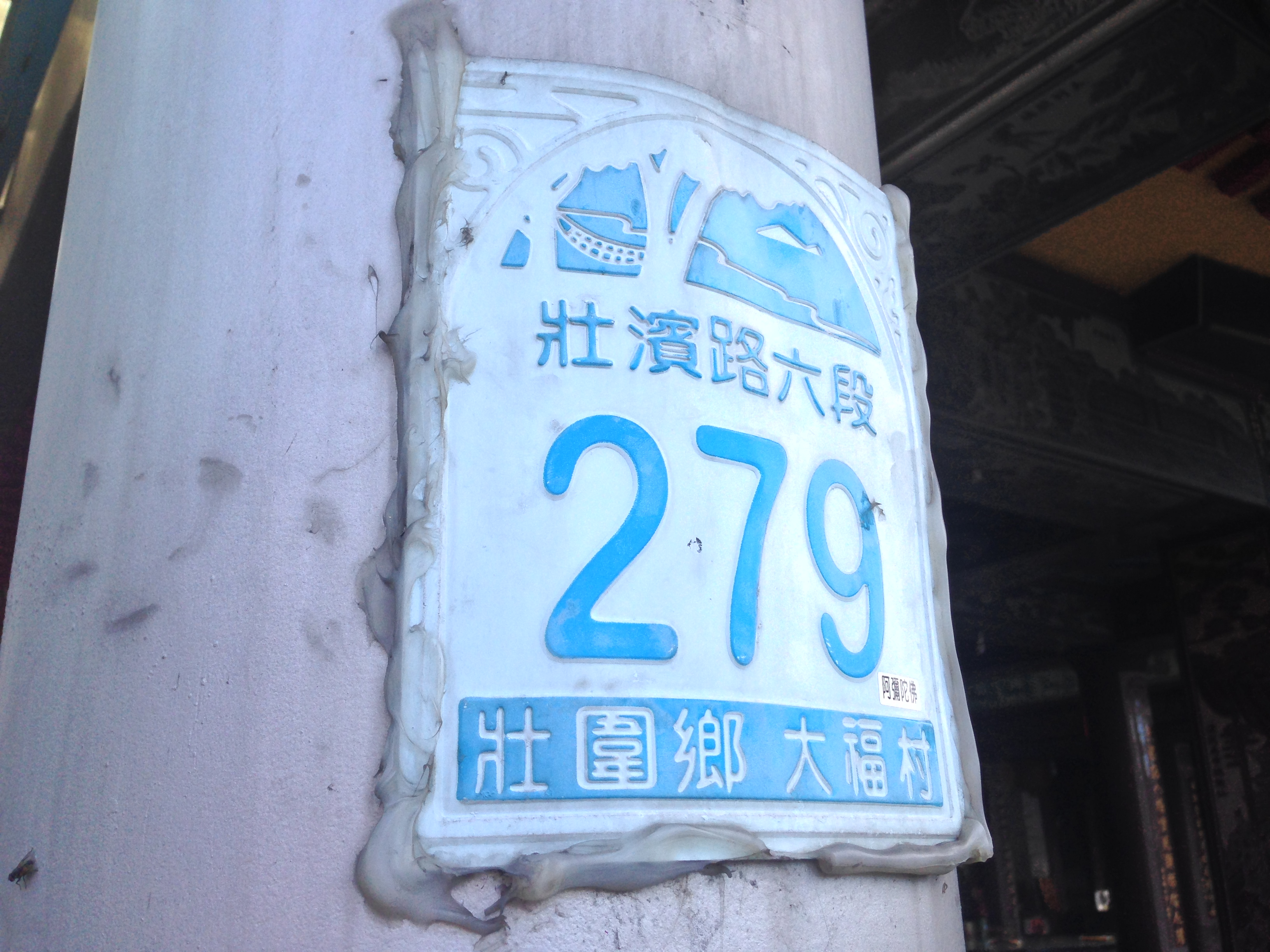
門牌
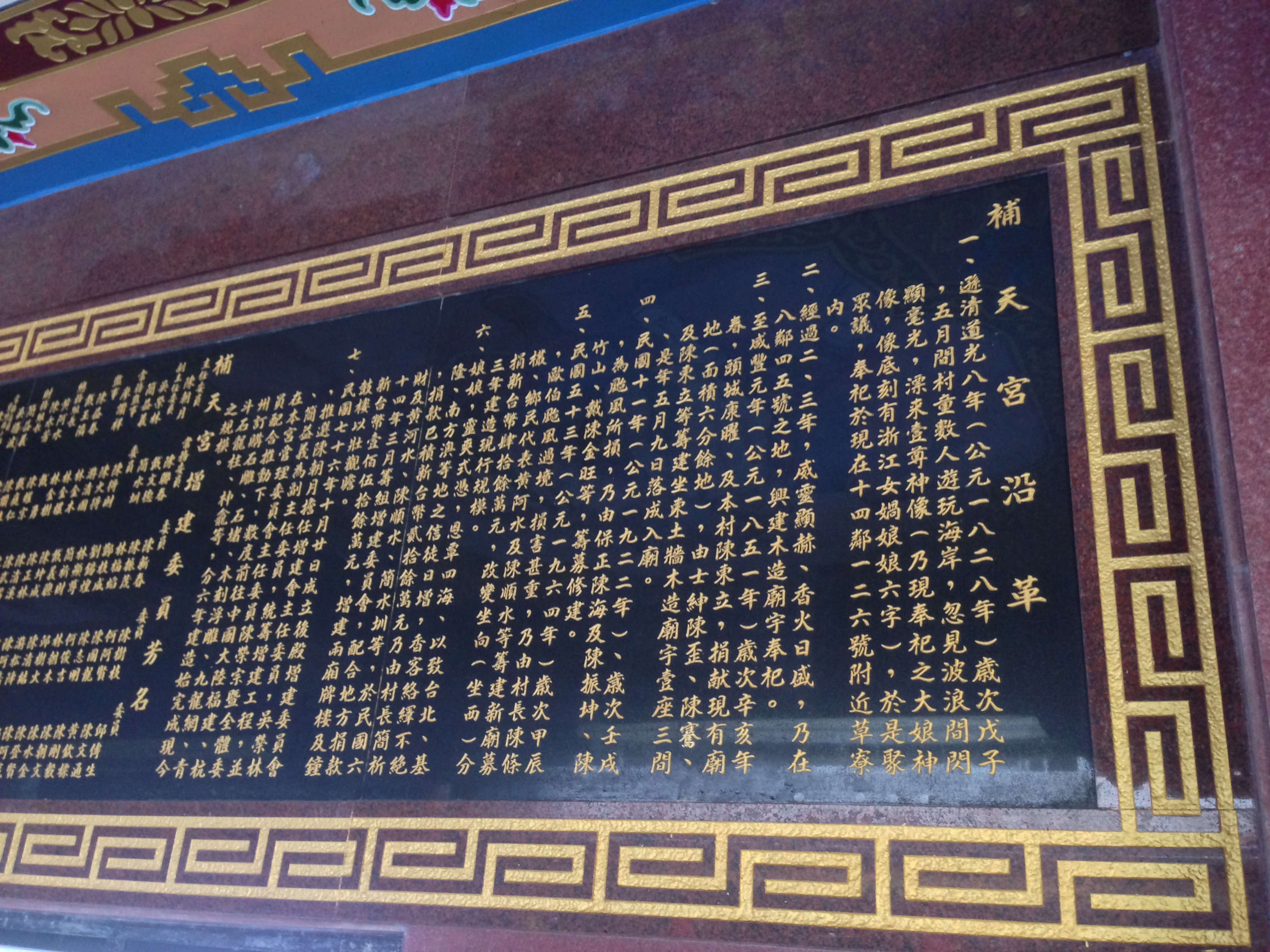
沿革

## 外部連結
- 補天宮女媧娘娘的Facebook專頁
- 官方网站